# Berthelming
Berthelming és un municipi francès, situat al departament del Mosel·la i a la regió del Gran Est. L'any 2007 tenia 519 habitants.

## Demografia

### Població
El 2007 la població de fet de Berthelming era de 519 persones. Hi havia 210 famílies, de les quals 52 eren unipersonals (20 homes vivint sols i 32 dones vivint soles), 71 parelles sense fills, 63 parelles amb fills i 24 famílies monoparentals amb fills.
La població ha evolucionat segons el següent gràfic:
Habitants censats

### Habitatges
El 2007 hi havia 226 habitatges, 207 eren l'habitatge principal de la família, 5 eren segones residències i 14 estaven desocupats. 205 eren cases i 21 eren apartaments. Dels 207 habitatges principals, 181 estaven ocupats pels seus propietaris, 19 estaven llogats i ocupats pels llogaters i 8 estaven cedits a títol gratuït; 2 tenien una cambra, 3 en tenien dues, 8 en tenien tres, 38 en tenien quatre i 157 en tenien cinc o més. 183 habitatges disposaven pel capbaix d'una plaça de pàrquing. A 97 habitatges hi havia un automòbil i a 88 n'hi havia dos o més.

### Piràmide de població
La piràmide de població per edats i sexe el 2009 era:
| Homes | Edats   | Dones |
| ----- | ------- | ----- |
| 0     | 95 o +  | 0     |
| 0     | 90 a 94 | 8     |
| 0     | 85 a 89 | 4     |
| 0     | 80 a 84 | 8     |
| 12    | 75 a 79 | 0     |
| 12    | 70 a 74 | 20    |
| 12    | 65 a 69 | 4     |
| 16    | 60 a 64 | 28    |
| 16    | 55 a 59 | 12    |
| 8     | 50 a 54 | 20    |
| 44    | 45 a 49 | 8     |
| 24    | 40 a 44 | 28    |
| 28    | 35 a 39 | 24    |
| 4     | 30 a 34 | 20    |
| 32    | 25 a 29 | 8     |
| 20    | 20 a 24 | 8     |
| 20    | 15 a 19 | 16    |
| 24    | 10 a 14 | 20    |
| 16    | 5 a 9   | 16    |
| 20    | 0 a 4   | 4     |

## Economia
El 2007 la població en edat de treballar era de 350 persones, 254 eren actives i 96 eren inactives. De les 254 persones actives 228 estaven ocupades (129 homes i 99 dones) i 26 estaven aturades (11 homes i 15 dones). De les 96 persones inactives 36 estaven jubilades, 25 estaven estudiant i 35 estaven classificades com a «altres inactius».

### Ingressos
El 2009 a Berthelming hi havia 209 unitats fiscals que integraven 524 persones, la mediana anual d'ingressos fiscals per persona era de 17.257,5 €.

### Activitats econòmiques
Dels 21 establiments que hi havia el 2007, 2 eren d'empreses extractives, 1 d'una empresa alimentària, 2 d'empreses de fabricació d'altres productes industrials, 3 d'empreses de construcció, 5 d'empreses de comerç i reparació d'automòbils, 1 d'una empresa de transport, 1 d'una empresa d'hostatgeria i restauració, 1 d'una empresa financera, 1 d'una empresa de serveis i 4 d'empreses classificades com a «altres activitats de serveis».
Dels 6 establiments de servei als particulars que hi havia el 2009, 1 era un taller de reparació d'automòbils i de material agrícola, 1 guixaire pintor, 1 fusteria, 1 lampisteria, 1 perruqueria i 1 restaurant.
Dels 2 establiments comercials que hi havia el 2009, 1 era una botiga de més de 120 m² i 1 una botiga de menys de 120 m².
L'any 2000 a Berthelming hi havia 7 explotacions agrícoles.

## Equipaments sanitaris i escolars
El 2009 hi havia una escola elemental integrada dins d'un grup escolar amb les comunes properes formant una escola dispersa.

## Poblacions properes
El següent diagrama mostra les poblacions més properes.